# Едді Грей (футболіст, 1948)
Едді Грей (англ. Eddie Gray, нар. 17 січня 1948, Глазго) — шотландський футболіст, що грав на позиції півзахисника. По завершенні ігрової кар'єри — тренер, одна з найбільших легенд «Лідс Юнайтед». Включений до символічної Зали слави англійського та шотландського футболу.
Був невід'ємним учасником легендарної команди «Лідс Юнайтед» 1960-1970-х років, з якою виграв ряд трофеїв, а потім двічі був менеджером цього клубу. Також виступав за національну збірну Шотландії.

## Клубна кар'єра
Народившись у Глазго, у 16 років Грей підписав контракт з англійським «Лідс Юнайтед». У кольорах цієї команди дебютував 1 січня 1966 року (менш ніж за три тижні до свого вісімнадцятого дня народження) і представляв «павичів» майже 20 років. У 1968 році «Лідс» виграв у Кубку англійської ліги та Кубку Ярмарків. Тоді він був важливою частиною команди, яка виграла чемпіонат роком пізніше, зробивши 33 матчі і забивши 5 голів за сезон, в якому «Юнайтед» здобув рекордну кількість очок чемпіонату і програв лише два матчі на своєму шляху завоювати титул. Того ж 1969 року Грей з командою виграв і Суперкубок Англії.
Згодом у Едді почалися проблеми з травмами, і він пропустив більше половини сезону 1970/71 років, під час якого «Лідс» став віце-чемпіоном Англії, а також вдруге виграв Кубок ярмарок, здолавши у фіналі «Ювентус». У наступному сезоні 1971/72 років Грей знову став важливою частиною команди, яка послідовно знищила «Манчестер Юнайтед» і «Саутгемптон» на «Елленд Роуд», з рахунком 5:1 та 7:0 відповідно, а також виграла у фіналі Кубка Англії проти «Арсеналу» (1:0). У 1973 року Грей зіграв і наступному фіналі Кубка, який «Лідс» програв «Сандерленду». Натомість він пропустив через травму програний фінал Кубка володарів кубків 1973 року від «Мілана», а також більшу частину наступного сезону 1973/74, коли Лідс знову виграв чемпіонський титул.
В подальшому Грей зіграв у команді, яка досягла фіналу Кубка європейських кубків 1975 року в Парижі. В цьому матчі проти «Баварії» Едді вийшов на поле на 80 хвилині замість валлійця Террі Йората, але не врятував команду від поразки 0:2. Також у цьому матчі Едді зіграв разом зі своїм молодшим братом Френком. Це був закат великої команди Дона Реві (сам Реві залишив команду зі рік до того, щоб взяти на себе роль менеджера збірної Англії), і товариші Едді по команді почали покидати клуб. До початку 80-х років Грей залишився єдиним гравцем з команди епохи Реві, що досі перебував у клубі (хоча пізніше Пітер Лорімер та Девід Гарві повернулися). Результати команди все погіршувались і в 1982 році «Лідс» вилетів з Першого дивізіону. Тим не менш Едді Грей продовжив виступати за клуб у статусі граючого тренера.

## Виступи за збірну
1969 року дебютував в офіційних матчах у складі національної збірної Шотландії. Через травми пропустив чемпіонат світу 1974 року і протягом кар'єри у національній команді, яка тривала 8 років, провів у формі головної команди країни лише 12 матчів, забивши 3 голи.

## Кар'єра тренера
Після вильоту «Лідса» з Першого дивізіону у 1982 році, Едді Грей став граючим тренером команди. Клуб повинен був звернутися до молодіжної команди, щоб відновити команду, з появою таких гравців, як Джон Шерідан, Ніл Аспін, Деніс Ірвін і Скотт Селларс. Так і не зумівши повернути клуб у елітний дивізіон, після сезону 1984/85 років Грей покинув «Лідс» після 20 років, зігравши за цей час 561 матчі та забивши 68 голів у всіх турнірах.
Після цього 1985 року Грей став головним тренером команди «Вітбі Таун», а у 1986 році перейшов на роботу в «Рочдейл», з яким Едді у сезоні 1986/87 вдалося врятуватися від майже певного вильоту з Четвертого дивізіоні, і, відповідно, усієї Футбольної ліги. Згодом у 1988—1989 роках тренував «Галл Сіті», з яким досяг п'ятого туру Кубка Англії, де програв «Ліверпулю».
Згодом Грей повернувся у «Лідс Юнайтед», ставши тренером молодіжної команди. Його робота з молодіжкоб виховала приголомшливе покоління гравців «Лідса», таких як Гаррі К'юелл, Іан Гарт, Алан Сміт та Джонатан Вудгейт. У 1997 році Грей був переведений на посаду менеджера резервних команд, а наступного року був призначений новим менеджером Девіда О'Лірі.
2001 року Грей був змушений покинути посаду, коли іншого тренера академії клубу Браяна Кідда було призначено на цю посаду і надано всі тренувальні обов'язки. Фанати зробили свою підтримку Грею за допомогою банерів у матчах, одночасно критикуючи Кідда. Як Грей, так і Кідд були звільнені від виконання своїх обов'язків у 2003 році, коли новий менеджер Пітер Рід взяв на себе керівництво клубом.
Того ж 2003 року Рід покинув команду і Грея було запрошено знову очолити команду із завданням зберегти клуб у Прем'єр-лізі. Проте «Лідс» опинився у жахливому фінансовому становищі і зайняв передостаннє місце та покинув Прем'єр-лігу, після чого Грей покинув посаду менеджера клубу.
Натомість Грею було надано однорічну футбольну консультативну роль у клубі, після чого він приєднався до телеканалу BBC Radio Leeds як аналітик. У 2008 році BBC втратила права на прямі радіопередачі матчів «Лідса» і Грей залишив канал, переїхавши до офіційної радіостанції клубу, Yorkshire Radio.

## Статистика
| Клубна інформація | Клубна інформація | Клубна інформація | Чемпіонат | Чемпіонат | Кубок          | Кубок          | Кубок Ліги            | Кубок Ліги            | Континентальні | Континентальні | Загалом | Загалом |
| Сезон             | Клуб              | Ліга              | Ігор      | Голів     | Ігор           | Голів          | Ігор                  | Голів                 | Ігор           | Голів          | Ігор    | Голів   |
| Англія            | Англія            | Англія            | Чемпіонат | Чемпіонат | Кубок Англії]] | Кубок Англії]] | Кубок Футбольної ліги | Кубок Футбольної ліги | Єврокубки      | Єврокубки      | Загалом | Загалом |
| ----------------- | ----------------- | ----------------- | --------- | --------- | -------------- | -------------- | --------------------- | --------------------- | -------------- | -------------- | ------- | ------- |
| 1965–66           | «Лідс Юнайтед»    | Перший дивізіон   | 4         | 1         | -              | -              | -                     | -                     | 2              | 0              | 6       | 1       |
| 1966–67           | «Лідс Юнайтед»    | Перший дивізіон   | 29        | 4         | 4              | 0              | 1                     | 0                     | 6              | 0              | 40      | 4       |
| 1967–68           | «Лідс Юнайтед»    | Перший дивізіон   | 32        | 6         | 3              | 0              | 7                     | 1                     | 8              | 2              | 50      | 9       |
| 1968–69           | «Лідс Юнайтед»    | Перший дивізіон   | 33        | 5         | 2              | 0              | 2                     | 0                     | 6              | 0              | 43      | 5       |
| 1969–70           | «Лідс Юнайтед»    | Перший дивізіон   | 30        | 9         | 7              | 0              | 2                     | 0                     | 5              | 0              | 44      | 9       |
| 1970–71           | «Лідс Юнайтед»    | Перший дивізіон   | 18        | 1         | -              | -              | 1                     | 0                     | 5              | 3              | 24      | 4       |
| 1971–72           | «Лідс Юнайтед»    | Перший дивізіон   | 26        | 6         | 6              | 0              | 1                     | 0                     | -              | -              | 33      | 6       |
| 1972–73           | «Лідс Юнайтед»    | Перший дивізіон   | 17        | 1         | 3              | 0              | 3                     | 0                     | 2              | 0              | 25      | 1       |
| 1973–74           | «Лідс Юнайтед»    | Перший дивізіон   | 8         | 0         | -              | -              | -                     | -                     | 1              | 0              | 9       | 0       |
| 1974–75           | «Лідс Юнайтед»    | Перший дивізіон   | 12        | 1         | 6              | 1              | -                     | -                     | 3              | 0              | 21      | 2       |
| 1975–76           | «Лідс Юнайтед»    | Перший дивізіон   | 29        | 1         | 1              | 0              | 2                     | 0                     | -              | -              | 32      | 1       |
| 1976–77           | «Лідс Юнайтед»    | Перший дивізіон   | 37        | 5         | 5              | 1              | -                     | -                     | -              | -              | 42      | 6       |
| 1977–78           | «Лідс Юнайтед»    | Перший дивізіон   | 27        | 5         | -              | -              | 4                     | 2                     | -              | -              | 31      | 7       |
| 1978–79           | «Лідс Юнайтед»    | Перший дивізіон   | 28        | 4         | 1              | 2              | 7                     | 3                     | -              | -              | 36      | 9       |
| 1979–80           | «Лідс Юнайтед»    | Перший дивізіон   | 30        | 2         | 1              | 0              | -                     | -                     | 3              | 0              | 34      | 2       |
| 1980–81           | «Лідс Юнайтед»    | Перший дивізіон   | 38        | 0         | 2              | 0              | -                     | -                     | -              | -              | 40      | 0       |
| 1981–82           | «Лідс Юнайтед»    | Перший дивізіон   | 31        | 1         | 2              | 1              | 2                     | 0                     | -              | -              | 35      | 2       |
| 1982–83           | «Лідс Юнайтед»    | Другий дивізіон   | 21        | 0         | 4              | 0              | 3                     | 0                     | -              | -              | 28      | 0       |
| 1983–84           | «Лідс Юнайтед»    | Другий дивізіон   | 4         | 0         | -              | -              | -                     | -                     | -              | -              | 4       | 0       |
| Всього            | Всього            | Всього            | 454       | 52        | 47             | 5              | 35                    | 6                     | 41             | 5              | 577     | 68      |

## Титули і досягнення
- Чемпіон Англії (2):

«Лідс Юнайтед»: 1968–69, 1973–74
- Володар Кубка Англії (1):

«Лідс Юнайтед»: 1971–72
- Володар Кубка англійської ліги (1):

«Лідс Юнайтед»: 1967–68
- Володар Суперкубка Англії (1):

«Лідс Юнайтед»:  1969
- Володар Кубка ярмарків (2):

«Лідс Юнайтед»: 1967–68, 1970–71

## Особисте життя
Син Едді, Стюарт Грей, також був професійним футболістом і виступав зокрема за «Селтік», команду, за яку Едді вболівав з дитинства . Його племінник, Енді Грей, син брата-футболіста Френка, також став професійним футболістом і грав за «Лідс Юнайтед».